# Абдуллаев, Абуталыб Мир Ага оглы
Абуталыб Мир Ага оглы Абдуллаев (1912—1980) — деятель народного хозяйства Советского Азербайджана, министр жилищно-коммунального хозяйства Азербайджанской ССР, почётный работник газового хозяйства СССР. Кандидат технических наук.

## Биография
Родился в 1912 году в крепости города Баку. После окончания средней школы учился в Промышленном техникуме. В 1937 году без отрыва от производства окончил Азербайджанский индустриальный институт.
Трудовую деятельность начал в 1931 году. Был техником бакинского нефтегазового треста «Лениннефть». В 1933 году работал техником, затем инженером в отделе газификации Бакинского городского совета. В 1936 году освоил специальность горного инженера.
В 1937—1942 годах был начальником отдела эксплуатации и главным инженером Бакинского городского газового треста «Бакгаз». В 1942 году стал начальником этого Треста и работал на этой должности до 1952 года.
В 1952 году был назначен заместителем председателя Бакинского нородского совета.
В 1953 году работал начальником отдела коммунального хозяйства и жилищно-гражданского строительства Совета министров Азербайджанской ССР.
В 1954—1963 годах был министром Жилищно-коммунального хозяйства Азербайджанской ССР.
В 1963 году стал начальником созданного в те годы Главного управления газового хозяйства (Главгаз) при Совете министров Азербайджанской ССР. На этой должности он проработал до 1972 года.
В 1972—1974 годах был начальником Управления магистральных газопроводов Азербайджана.
В 1974 году назначен на должность начальника производственного объединения «Азтрансгаз».
В 1977—1980 годах поле ухода на пенсию работал инженером в производственном газовом управлении «Бакгаз». Был пенсионером союзного значения.
Умер в Баку 2 апреля 1980 года.

## Заслуги
Внёс большой вклад в газификацию Азербайджана. Фактически под его руководством был газифицирован весь Азербайджан. До него газ подавался с каспийских нефтяных месторождений только в некоторые части города Баку. Под его руководством были построены магистральные газопроводы, городские газовые сети, газовые хранилища, газифицированы промышленные предприятия и жилые комплексы в городах и сёлах Азербайджана.
Был автором многочисленных рационализаторских предложений и изобретений для более эффективной работы газовых счётчиков, газораспределительных установок, газовых регуляторов, отопительных систем и обеспечения безопасной работы с ними.

## Общественно-политическая деятельность
Член ВКП (б) — КПСС с 1939 года. Был кандидатом в члены ЦК Компартии Азербайджана. Был членом Бакинского городского комитета Компартии. Несколько раз избирался депутатом Бакинского городского совета.
Был членом советской делегации на Международном газовом конгрессе 1967 года, который был проведён в Германии. В 1975 году был командирован в Иран в составе советской делегации для подписания межгосударственного соглашения по транспортировке газа в СССР.

## Награды
За трудовые заслуги был дважды был награждён орденом «Трудового Красного знамени» и орденом «Знак почёта». В 1977 году ему было присуждено звание «Почётного работника газовой промышленности СССР».

## Научная и преподавательская деятельность
Был кандидатом технических наук. В 1950—1955 годах читал лекции в Азербайджанском индустриальном институте. В 1977—1980 годах после ухода на пенсию преподавал на основанных им курсах повышения квалификации работников газового хозяйства.
Автор книги: «Qazın hasilatı, nəqli və işlədilməsi (Добыча, транспорт и использование газа). Баку: Азернешр, 1967, 174 с.,» а также многочисленных статей.

## Источник
- Некролог // Газета «Вышка» № 80, 4 апреля 1980.